# Jean-François Tournon
Pour les articles homonymes, voir Tournon.
Jean-François Tournon, né le 6 août 1905 à Bois-Colombes (Seine) et mort le 12 avril 1986 à Bois-Colombes, est un escrimeur français maniant le sabre.

## Carrière
Fils cadet de Raymond Tournon, artiste peintre et de Éléonore Marche, portraitiste, il a pour frère aîné : Georges (1895-1961), artiste peintre suivi de Raymond dit le fils, également peintre et décorateur.
International d'escrime, capitaine de l'équipe de France et champion olympique. Il participe à l'épreuve de sabre par équipes lors des Jeux olympiques d'été de 1948 à Londres sans atteindre la finale. Il concourt aussi dans la même épreuve lors des Jeux olympiques d'été de 1952 à Helsinki, remportant cette fois-ci la médaille de bronze. Il participe aussi à l'épreuve individuelle durant ces Jeux, sans grand succès. Il est aussi connu pour son intervention en tant que directeur du combat lors du duel opposant le Marquis de Cuevas à Serge Lifar en 1958. Grand ami du Maître Pierre Lacaze et résident du cercle Volney, sa personnalité singulière et son grand sens de l'humour participèrent à sa renommée dans le monde de l'escrime. Bien que jamais marié, il eut deux fils.

### Anecdote
Il a fait la couverture de l'hebdomadaire du Journal de Mickey numéro 260 de l'année 1957.